# Souto da Casa

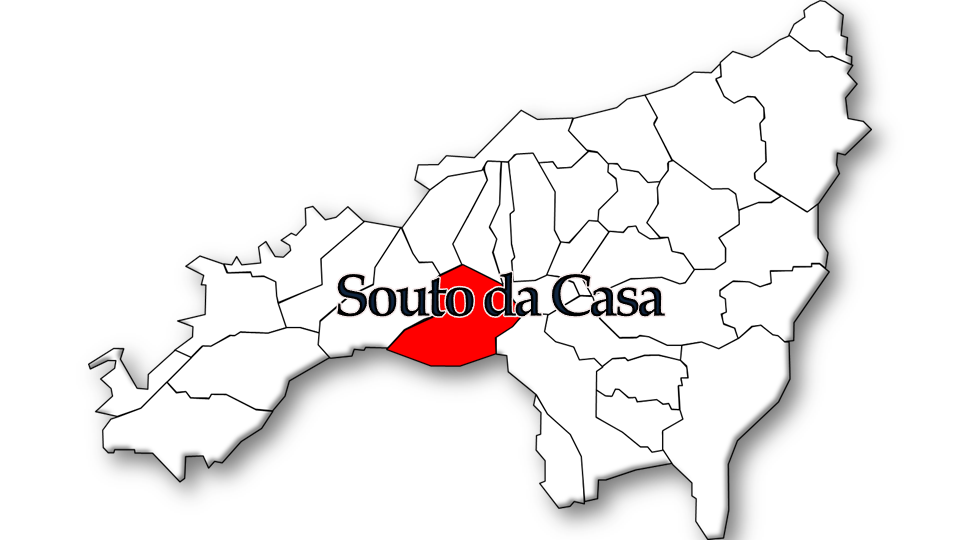
La freguesia de Fundão, à Souto da Casa

Souto da Casa est une freguesia de la ville de Fundão (Portugal). Elle est située à 620 mètres d'altitude et adossée à une montagne nommée Gardunha. Sa principale ressource est agricole, avec l'huile d'olive et les cerises. En 2011, elle compte 807 habitants.